# Nati nel 1903/Senza giorno specificato
| Questa pagina contiene informazioni ricavate automaticamente dalle voci biografiche con l'ausilio del template Bio e di un bot. L'aggiornamento è periodico e automatico e ricostruisce completamente la pagina. Se manca una persona in questa lista, sei pregato di non aggiungerla, ma accertati piuttosto che la sua voce biografica contenga il template Bio e che i dati anagrafici siano correttamente compilati. Se il template Bio manca, inseriscilo tu stesso o, in alternativa, metti l'avviso {{tmp\|Bio}} che ne segnala la mancanza. Se i dati riportati sono sbagliati, correggi direttamente la voce biografica; le modifiche saranno visibili in questa lista entro pochi giorni. Per chiarimenti vedi il progetto biografie. La lista contiene solo le 66 persone che sono citate nell'enciclopedia e per le quali è stato implementato correttamente il template Bio. Pagina aggiornata al 18 ago 2025. |

- Giustina Abbà, partigiana, antifascista e operaia italiana († 1974)
- Giōrgos Andrianopoulos, calciatore greco († 1980)
- Maria Antonelli, stilista italiana († 1969)
- Astaman, attore indonesiano († 1980)
- Süreyya Ağaoğlu, scrittrice e giurista azera († 1989)
- Sula Benet, antropologa polacca († 1982)
- Santiago Benítez, calciatore paraguaiano († 1997)
- Vincenzo Bianchini, pittore, scultore e scrittore italiano († 2000)
- Olimpia Bida, religiosa ucraina († 1952)
- Karl Bielser, calciatore svizzero
- Renato Borraccetti, regista e sceneggiatore italiano († 1977)
- Giovanni Brancaccio, pittore, incisore e scultore italiano († 1975)
- Bu Wancang, regista e sceneggiatore cinese († 1974)
- Andrea Busiri Vici, architetto e storico dell'arte italiano († 1989)
- Jeanne Carola Francesconi, scrittrice italiana († 1995)
- Albert Ceen, pittore australiano († 1976)
- Mario Cereghini, architetto e pittore italiano († 1966)
- Chang Ch'ing P'o, artista marziale cinese († 1963)
- Hervey Cleckley, psichiatra statunitense († 1984)
- Marjorie Cox Crawford, tennista australiana († 1983)
- Alberto Damiani, partigiano italiano († 1970)
- Ilo De Franceschi, antifascista e scrittore italiano († 1985)
- Ferruccio Demanins, fotografo italiano († 1944)
- Arnold Deutsch, agente segreto sovietico († 1942)
- Nina Dudarova, poetessa e traduttrice russa († 1992)
- Alfred Duggan, storico, archeologo e scrittore inglese († 1964)
- Figini e Pollini, architetto italiano († 1984)
- Carlos L. Fischer, politico uruguaiano († 1969)
- Fu Zhong Wen, artista marziale cinese († 1994)
- Vittorio Giannini, musicista statunitense († 1966)
- Guido Girardi, politico e avvocato italiano († 1960)
- Michihiko Hachiya, scrittore e medico giapponese († 1980)
- Anne Catherine Hof Blinks, botanica statunitense († 1995)
- Nikolaj Il'in, genetista sovietico († 1955)
- Luis Izzeta, calciatore argentino
- Takiji Kobayashi, scrittore giapponese († 1933)
- Kazuo Kubokawa, astronomo giapponese († 1943)
- Ma Bufang, generale e politico cinese († 1975)
- Vincenzo Mai, artista italiano († 2001)
- Aldo Mantia, pianista e compositore italiano († 1982)
- Frank McSavage, animatore e fumettista britannico († 1998)
- Giuseppina Modena, partigiana italiana († 1988)
- Sigismondo Montani, ingegnere e politico italiano († 1972)
- Habiba Msika, cantante, danzatrice e attrice tunisina († 1930)
- Raimondo Mulinaris, calciatore italiano († 1982)
- Nissan Neminov, rabbino, mistico e educatore bielorusso († 1984)
- Maria Teresa Parpagliolo, architetto del paesaggio italiana († 1974)
- Achille Patitucci, giornalista e illustratore italiano († 1967)
- Yolanda Penteado, socialite, collezionista d'arte e mecenate brasiliana († 1983)
- Toni Piccolotto, pittore italiano († 1970)
- Mario Pompei, scenografo, illustratore e scrittore italiano († 1958)
- Nelson Poynter, editore statunitense († 1978)
- Vera Renczi, serial killer rumena († 1960)
- Aurora Rettore, soprano italiano
- Kostas Roukounas, cantante greco († 1984)
- Peretz Sandler, educatore e biblista israeliano († 1985)
- Ferdinand Schachinger, calciatore austriaco
- Fortunato Seminara, scrittore e giornalista italiano († 1984)
- Atifet Sunay, turca († 2002)
- Cipriano Iwene Tansi, presbitero nigeriano († 1964)
- Katherine Kressmann Taylor, scrittrice statunitense († 1996)
- Tommy Walker, calciatore scozzese
- John Wikström, fondista svedese († 1991)
- Zoltán Zilahi, compositore di scacchi ungherese († 1971)
- Senije Zogu, principessa albanese († 1969)
- Luiz da Silva, pallanuotista brasiliano